# Eoudong
Eowudong (kor. 어우동; hancha: 於宇同) i Eoeuludong (kor. 어을우동; hancha: 於乙宇同, ur. 1430; zm. 1480) – koreańska tancerka, poetka, pisarka, malarka oraz kaligrafistka pochodząca z dynastii Joseon. 